# Sfincione di riso
Lo sfincione di riso (sfinciuni di risu in siciliano) è un dolce fritto a base di riso della cucina siciliana, tipico di Messina e di Catania. Si prepara tipicamente durante il periodo del Carnevale e di San Giuseppe.

## Preparazione
Si fa cuocere il riso con acqua e latte e si fa raffreddare in una teglia, quindi si aggiungono farina, zucchero, cannella e un po' di lievito; si mescola e si lascia riposare. Si modella il riso dandogli la forma di cilindri con due punte, lunghi circa 15 cm; si passano i cilindri nella farina e si friggono in olio. Dopo la cottura si spolverano con zucchero.

## Variazioni
Il dolce presenta varianti tra le varie ricette. Alcuni aromatizzano con la scorza di limone, invece che di arancia o usando solo l'acqua, invece del latte. A Messina si spolverano con lo zucchero a velo; a Catania, invece, si completano con miele e prendono il nome di crispelle di riso.